# 金山站 (福州)
金山站（福州話：/kiŋ˥˥ naŋ˥˥/）位于中华人民共和国福建省福州市仓山区的金祥路与金洲南路交叉口地下，是福州地铁2号线与5号线的地铁换乘站，2号线部分于2019年4月26日投入使用，5号线部分于2022年4月29日投入使用。

## 车站结构
金山站位于金祥路与金洲南路交叉路口下方，2号线部分站位沿金祥路呈东西走向，5号线部分占位沿金洲南路呈南北走向。金山站主体结构为地下三层车站，地下一层为2号线站厅层与商业区；地下二层为5号线站厅层与2号线站台层，岛式站台；地下三层为5号线站台层，岛式站台。
| 地面层   | 出入口                                                |  | 出入口                         |
| 地下一层 | 2号线站厅                                             |  | 票务服务、自动售票机           |
| 地下一层 | 5号线副站厅                                           |  | 票务服务、自动售票机           |
| 地下一层 | 出入口通道                                            |  | H出入口、F出入口               |
| 地下一层 | 商业区                                                |  |                                |
| 地下二层 | 5号线主站厅                                           |  | 票务服务、自动售票机           |
| 地下二层 | 1                                                     |  | 2号线 往苏洋（洪湾）           |
| 地下二层 | 岛式站台，列车运行方向左侧的车门开启；前往 5号线 站台 |  |                                |
| 地下二层 | 2                                                     |  | 2号线 往洋里（金祥）           |
| 地下三层 | 1                                                     |  | 5号线 往荆溪厚屿（马榕）       |
| 地下三层 | 岛式站台，列车运行方向左侧的车门开启；前往 2号线 站台 |  |                                |
| 地下三层 | 2                                                     |  | 5号线 往福州火车南站（凤岗里） |

### 站厅
金山站共设有三个站厅。2号线站厅沿金祥路东西向布置，位于地下一层，装修以“茉莉花开”为主题，使用波浪式吊顶并配以茉莉花灯点缀，站厅设客服中心一处，位于车站中部，服务设施规划设置智能导乘机、自动售货机、自動提款機与自助充值机，B出入口通道设有洗手间。5号线沿金洲路南北向布置，主站厅位于地下二层，副站厅位于地下一层，装修采用白色系吊顶与墙面，站厅设客服中心两处，即主副站厅各设一处，H出入口通道设有洗手间。

### 站台
金山站共设置4个站台，分别来往于苏洋、洋里的2号线站台和来往于荆溪厚屿、螺洲古镇的5号线站台，均采用岛式站台设计。2号线站台同站厅采用波浪式吊顶配以茉莉花灯点缀的装修，服务设施设有智能导乘机、自动售货机。

### 换乘
2号线站台中部及5号线站台北端设有直通楼梯供乘客换乘，乘客亦可绕经站厅进行换乘。

#### 换乘大厅
由于5号线站区设有地下商业街，导致主站厅被设置在地下二层，与位于地下一层的2号线站厅错层。为实现两站厅直接连通，金山站在金洲路与金祥路路口南面的位置设一座换乘大厅，通过一部垂梯、四组扶梯与两组楼梯，连接起了位于地下一层的2号线站厅与位于地下二层的5号线主站厅。换乘大厅层高约10米，装饰采用白色系吊顶与墙面。

### 出入口与周边
金山站现开放6个出入口，其中卫生间位于B、H出入口，无障碍电梯位于C、F入出口。
| 金山站出入口信息            | 金山站出入口信息 | 金山站出入口信息           | 金山站出入口信息                               |
| --------------------------- | ---------------- | -------------------------- | ---------------------------------------------- |
|                             |                  |                            |                                                |
|                             |                  |                            |                                                |
| 编号                        | 设施             | 位置                       | 接驳交通                                       |
| 2号线站厅                   |                  |                            |                                                |
| 出口 · B                    |                  | 金祥路与金洲南路路口西北角 | 金祥路口(后曹村)                               |
| 出口 · C                    |                  | 金祥路与金洲南路路口西南角 |                                                |
| 出口 · D                    |                  | 金祥路与金洲南路路口东南角 | 金祥路金洲路口(金山地铁站)                     |
| 出口 · E                    |                  | 金洲南路东侧               | 金洲南路金山地铁站、金祥路金洲路口(金山地铁站) |
| 5号线站厅                   |                  |                            |                                                |
| 出口 · F                    |                  | 金洲南路西侧               | 金山地铁站F口、金洲南路金山地铁站              |
| 出口 · H                    |                  | 金洲南路东侧               | 金洲南路金山地铁站                             |
| 注： 设有电梯 \| 设有卫生间 |                  |                            |                                                |

## 历史
- 2016年3月17日，金山站2号线部分开始围挡施工。[3]
- 2016年9月24日，金山站2号线部分开始进行二期围挡施工，占用了金祥路金洲路口至金河路口段的全部机动车道。[4]
- 2018年10月1日，金山站5号线部分开始进行二期围挡施工，占用了金洲路金祥路口至金河路口段的全部车道。[5]
- 2019年4月26日，金山站2号线部分开通投入使用。[1]
- 2022年4月29日，金山站5号线部分开通投入使用。[2]

## 事故
- 2017年3月2日，金山站施工工地内的一台三轴搅拌桩机发生倾斜，砸向了邻近西南侧的摘仙苑小区内的一栋六层居民楼，事故导致了居民楼楼顶的住户阳台和房间遭到损坏，未造成人员伤亡。地铁公司随后移除了三轴搅拌机并邀请第三方鉴定机构对损坏房屋进行鉴定并制定修复方案。事后，福州市政府要求所有地铁工地进行全面排查，清退所有的不合格与老旧设备，避免类似事故再次发生。[6][7]